# Полліка
Полліка (італ. Pollica) — муніципалітет в Італії, у регіоні Кампанія, провінція Салерно.
Полліка розташована на відстані близько 290 км на південний схід від Рима, 100 км на південний схід від Неаполя, 65 км на південний схід від Салерно.
Населення — 2398 осіб (2014).

## Демографія
Населення за роками:

Станом на 1 січня 2023 року в муніципалітеті офіційно проживали 104 іноземці з 18 країн, серед них 63 громадяни країн Євросоюзу та 9 громадян України.

## Сусідні муніципалітети
- Казаль-Веліно
- Сан-Мауро-Чиленто
- Сесса-Чиленто
- Стелла-Чиленто